# (21561) Masterman
(21561) Masterman est un astéroïde de la ceinture principale. 
Il a été découvert le 28 août 1998 par le Lincoln Laboratory Near-Earth Asteroid Research Team de Socorro.